# Lingkar Selatan (Lengkong)
Lingkar Selatan is een bestuurslaag in het regentschap Kota Bandung van de provincie West-Java, Indonesië. Lingkar Selatan telt 10.706 inwoners (volkstelling 2010).